# Діоскорея слонова
Діоскорея слонова, або слонова нога (Dioscorea elephantipes) — вид квіткових рослин роду діоскорея родини діскорейних (Dioscoreaceae). Поширена в посушливих районах Південної Африки. Англійські загальновживані назви рослини — elephant's foot (с англ. — «слоняча нога») і hottentot bread («готтентотський хліб»).

## Опис
Багаторічна трав'яна ліана. Вона отримала назву «слоняча нога» через її велике бульбоподібне стебло, або каудекс, який росте дуже повільно, але часто досягає значних розмірів, часто більше ніж 3 метри (10 футів) у діаметрі при висоті майже 1 метр (3 фути 3 дюйми) над землею. Ця бульба багата на крохмаль, тому її ще називають готтентотський хліб, а зовні вона покрита товстими, твердими пробковими пластинами. Бульба їстівна, але перед її вживанням потрібно її обробити, щоб видалити токсичні речовини.
Активний ріст рослини припадає на зимовий період, у цю пору діоскорея слонова розвиває тонкі листяні пагони з темно-плямистими зеленувато-жовтими квітками. В умовах проживання в рідному середовищі рослина цвіте в травні або червні.
Рослини мають роздільностатеві квіти, що спостерігається лише у 25 % видів сучасних квіткових.

## Поширення
Природне місце існування діоскореї слонової — посушливі внутрішні райони мису, що тягнуться від центру Північнокапської провінції (де рослина зустрічається навколо Спрінгбока), на південь до районів Кланвільям і Седерберг і на схід через райони Храфф-Рейнет, Юніондейл і Вілломор аж до Грехемстауна.
Нещодавно рослина була повторно виявлена в одному з районів Північнокапської провінції експедицією, що збирає насіння для проєкту «Банк насіння тисячоліття». У цій області рослина найбільш поширена на скелястих схилах, що виходять на північ і схід, у кварцових або сланцевих ґрунтах.

## Культивування
Цей вид не вибагливий у вирощуванні, але він вимагає спеціального ґрунту: великозернистого і добре дренованого. Що важливо, ця рослина втрачає влітку листя і в цей час минає період сухого спокою.
Діоскорея слонова була відзначена премією Award of Garden Merit, яку щорічно вручає Королівське садівниче товариство садовим рослинам.

### Полив
Щоб забезпечити правильний полив, слід спостерігати за листям рослини. З моменту появи нового паростка з каудексу діоскорею слонову можна регулярно поливати, доки він не засохне і не зникне. Після цього рослина переходить на літній спокій. Потім поливи мають стати рідкіснішими — до появи наступного відростка.
Цикл зростання листя може бути вкрай непередбачуваним або непостійним, але в більшості випадків він збігається з активним поливом взимку та навесні та сухим періодом влітку.

### Світло та тінь
У природі каудекс зазвичай знаходиться в тіні під чагарниками інших рослин, і тільки листя доходить до сонячного світла. Отже, стеблокорінь чутливий до тривалого впливу тепла та сонячного світла, тому краще його розташовувати у півтіні. Проте її листя любить сонячне проміння.

### Грунт
Діоскорея слонова росте природним чином у чагарниках на кам'янистих схилах, тому для неї потрібен добре дренований ґрунт з великим (не менше 50 %) вмістом мінералів.

### Температура
При вирощуванні в районах з помірним кліматом діоскорея слонова може переносити температури до -4 ° C в середовищі.

## Галерея

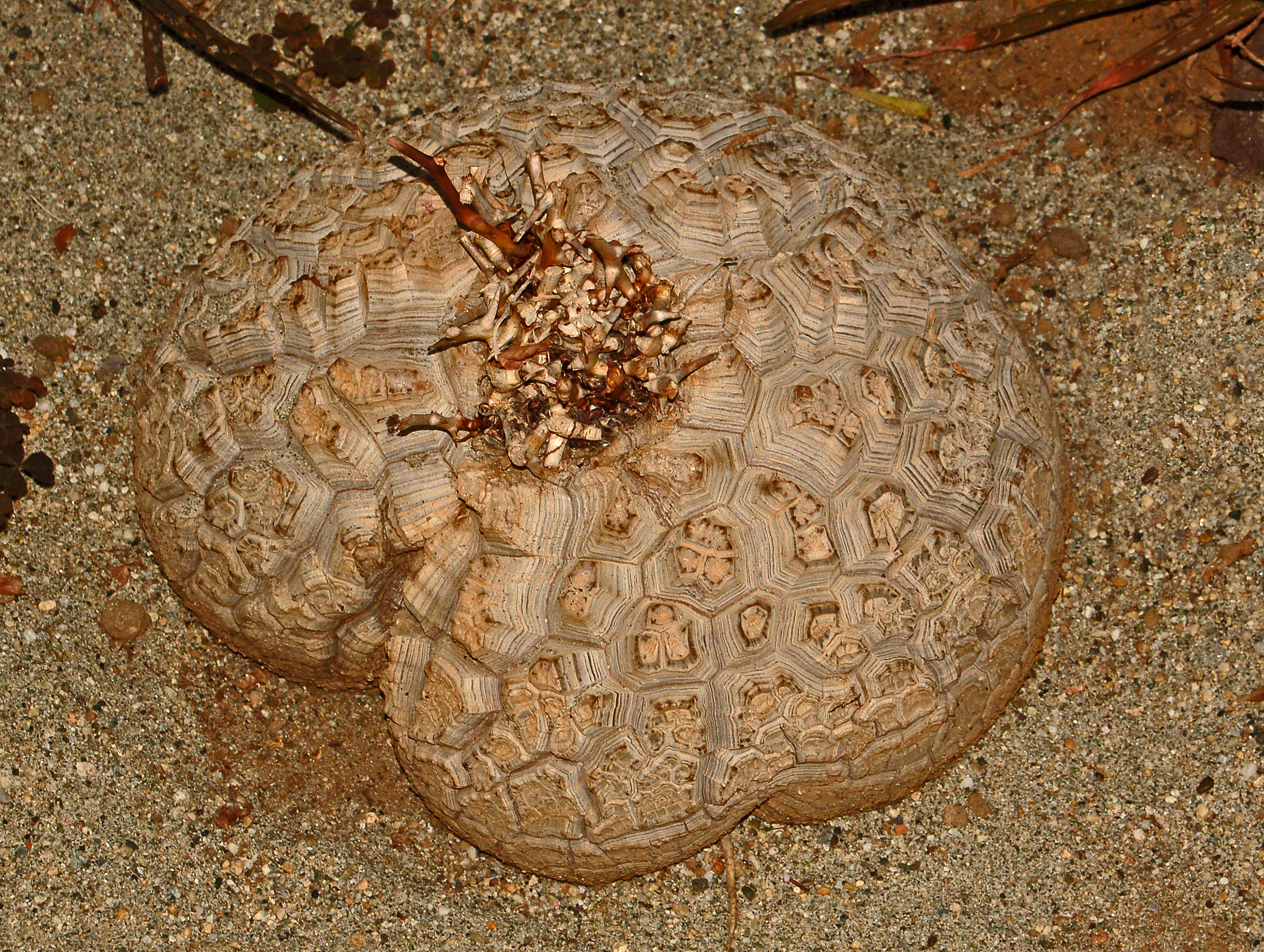
Велике клубнеподібне стебло діоскореї слонової, що росте в ботанічному саду вілли Дураццо-Паллавічіні в Генуї .
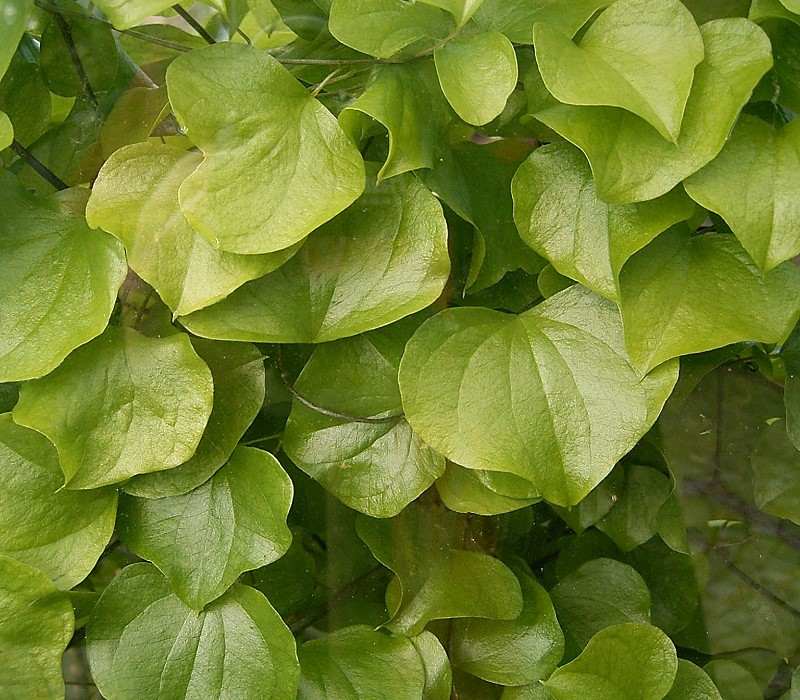
Листя
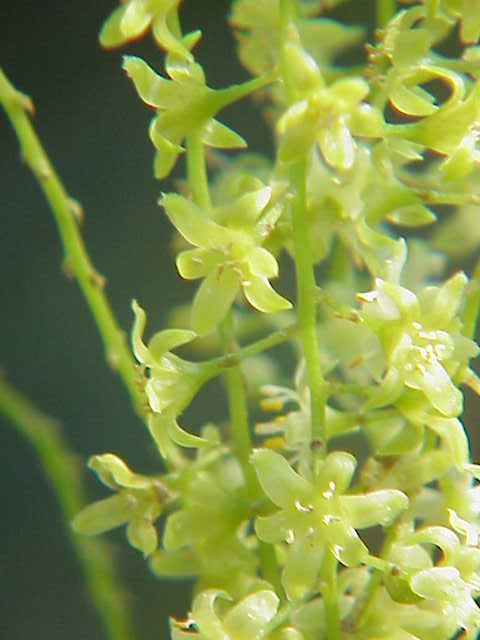
Квітки

## Таксономія
Вигляд був вперше описаний Шарлем Луї Лерітьє де Брютелем під назвою Tamus elephantipes у 1789 році. В 1908 вид був включений Адольфом Енглер в рід Діоскорея.
Dioscorea elephantipes (L'Hér.) Engl., Die Vegetation der Erde 9(2): 367 [Архівовано 15 червня 2020 у Wayback Machine.] Архивная копия от 15 июня 2020 на Wayback Machine (1908)

### Синоніми
Гомотипні
- Tamus elephantipes L'Hér., Sert. Angl.: 29 (1789).
- Testudinaria elephantipes (L'Hér.) Burch., Trav. S. Africa 2: 147 (1824).
- Dioscorea elephantopus Spreng., Syst. Veg. 4(2): 143 (1827), nom. illeg.
- Rhizemys elephantipes (L'Hér.) Raf., Fl. Tellur. 4: 26 (1838).
- Dioscorea testudinaria R.Knuth in H.G.A.Engler (ed.), Pflanzenr., IV, 43: 9 (1924), nom. illeg.

Гетеротипні
- Testudinaria montana Burch., Trav. S. Africa 2: 148 (1824).
- Dioscorea montana (Burch.) Spreng., Syst. Veg. 4(2): 143 (1827).
- Rhizemys montana (Burch.) Raf., Fl. Tellur. 4: 26 (1838).
- Testudinaria elephantipes f. montana (Burch.) G.D.Rowley, Natl. Cact. Succ. J. 28: 6 (1973).